# Digitális terjesztés
A digitális terjesztés a vásárolt tartalmak egy olyan közvetítési módja, ahol a javak fizikai adathordozó mellőzésével, valamilyen online közvetítő közeg (például az internet) segítségével válnak elérhetővé a vásárló számára. Jellemzően zenék, filmek, szoftverek és videójátékok árusításánál alkalmazzák ezt a terjesztési módszert. Használatával megkerülhető a fizikai terjesztéshez kapcsolódó anyagok, mint a papír vagy az optikai adattárolók felhasználása. A digitális terjesztés általában önálló termékekkel foglalkozik, az egyes termékekhez kapcsolódó kiegészítőket letölthető tartalom (downloadable content, röviden DLC) néven említik. Főként a 2000-es években vált elterjedtté, a hálózatok sávszélességének növekedésével párhuzamosan.
Az adatok érkezhetnek letöltés vagy stream alkalmazásával is. Utóbbi esetében jellemző az „igény szerinti”  hozzáférés biztosítása, míg a letöltés útján a tartalmak merevlemezre vagy más adathordozóra mentése a jövőbeli gyors hozzáférhetőséget szolgálja.

## Fordítás
- Ez a szócikk részben vagy egészben a Digital distribution című angol Wikipédia-szócikk ezen változatának fordításán alapul.  Az eredeti cikk szerkesztőit annak laptörténete sorolja fel. Ez a jelzés csupán a megfogalmazás eredetét és a szerzői jogokat jelzi, nem szolgál a cikkben szereplő információk forrásmegjelöléseként.